# Ranunculus uttaranchalensis
Ranunculus uttaranchalensis är en ranunkelväxtart som beskrevs av Pusalkar och D.K.Singh. Ranunculus uttaranchalensis ingår i släktet ranunkler, och familjen ranunkelväxter. Inga underarter finns listade i Catalogue of Life.